# Kwon Ki-ok
Kwon Ki-ok (* 11. Januar 1901 in Pjöngjang, Kaiserreich Korea; † 19. April 1988 in Seoul, Südkorea) war eine koreanische Pilotin. Sie war die erste koreanische Fliegerin sowie eine der ersten Pilotinnen in China und war während der japanischen Kolonialzeit eine Unabhängigkeitsaktivistin.

## Leben und Werk
Kwon war die Tochter von Don-gak Kwon und Mun-myeong Jang. Aufgrund des patriarchalischen Umfelds kam Kwon erst spät in die Soonghyeon-Grundschule. Sie musste sich um ihre kleine Schwester kümmern, so dass sie unter Schülern als  ein Kind, das mit ihrem Baby auf dem Rücken zur Schule ging bezeichnet wurde. Sie erhielt aufgrund ihrer guten Leistungen ein Stipendium und besuchte die Soongui Girls’ School, wo sie 1919 ihren Abschluss erhielt. 1918 nahm sie an der Bewegung des 1. März teil, wo sich Koreaner gegen die japanische Kolonialherrschaft erhoben, und wurde wegen ihrer Teilnahme an der Bewegung gegen die japanische Besatzung für drei Wochen im Gefängnis inhaftiert. Nach ihrer Freilassung half sie bei Spendenaktionen für die Korean Patriotic Women’s Association, woraufhin sie wieder verhaftet und sechs Monate lang inhaftiert wurde.

## Chinesisches Exil und Abschluss der Flugschule
Sie verließ Korea 1920 auf einem Fischerboot nach Shanghai und begab sich dann nach Hangzhou. Um Chinesisch und Englisch zu lernen, besuchte sie 1921 in die Hongdao-Mädchenschule in Hangzhou, die von einer westlichen Missionsstation geleitet wurde. Nach ihrem Abschluss 1923 kehrte sie nach Shanghai zurück und arbeitete fünf Monate lang als Lehrerin an der Inseong-Schule. Während dieser Zeit setzte Kwon ihre Bemühungen fort, Englisch zu lernen, um Fliegerin zu werden.
Ihr Entschluss Fliegerin zu werden, entstand 1917, nachdem sie dem Amerikaner Art Smith beim Kunstflug zugesehen hatte. Als am 25. Dezember 1922 die erste Ausbildung an der Yunnan Aviation School offiziell begann, wurden für die Luftfahrt-Einberufungsklasse speziell zwei Frauen rekrutiert, um die Angst der Schüler vor Flugzeugabstürzen zu zerstreuen. Diese Frauen brachen jedoch ihre Ausbildung ab. Im Dezember 1923 begann Kwon ihre Ausbildung an der Luftwaffenschule der Republik China in Yunnan und war eine so hervorragende Schülerin, dass sie bereits nach neun Stunden Trainingsflug allein fliegen durfte. Im Februar 1925 machte sie ihren Abschluss an der Flugschule, bestand den Eignungstest für Flugreisen und wurde die erste koreanische Fliegerin. Sie kehrte im Mai 1925 nach Shanghai zurück, aber aufgrund der schlechten finanziellen Situation der provisorischen Regierung war es unmöglich, ein Luftwaffenkorps aufzubauen. Kwon trat daher in das chinesische Geschwader für Flugtraining ein.

## Fliegertätigkeit
Im April 1926 wurde sie zur stellvertretenden Flugbegleiterin des Dongro Air Corps ernannt und diente 10 Jahre lang in der chinesischen Luftwaffe, wobei sie immer eine aktive Rolle im Kampf gegen Japan spielte.
Anfang 1926 heiratete sie Lee Sang-jeong in Zhangjiakou und zog mit ihm nach Peking. 1927 trat sie in Shanghai in das National Revolutionary Army Aviation Command als Fliegerin ein. Nach der Gründung der Nationalen Regierung zog sie nach Nanjing und arbeitete als Mitglied der 1. Einheit der Luftfahrtabteilung der Nationalen Regierung, die nach 1935 in Aviation Committee umbenannt wurde.
Als die japanische Armee den chinesisch-japanischen Krieg begann und in Festlandchina einmarschierte, verließ sie mit ihrem Ehemann im November 1937 Nanjing und kam im März 1938 in Chongqing an. Als Zivilistin arbeitete sie als Ausbilderin bei der Army Staff School für die nationale Regierung und führte auch Informationssammlungsaufgaben durch, indem sie japanische Radiosendungen hörte, den Inhalt aufzeichnete und dem Militär übermittelte. 1940 wurde sie zum Oberstleutnant befördert.
Mit dem Ende des Zweiten Weltkriegs und der Unabhängigkeit Koreas kehrte Kwon 1949 nach Korea zurück. Mit ihrer Erfahrung in der chinesischen Luftwaffe war sie dort maßgeblich an der Schaffung der Luftwaffe der Republik Korea beteiligt. Sie diente von 1950 bis 1955 als Expertenmitglied der Nationalen Verteidigungskommission und war von 1966 bis 1977 Vizepräsidentin der Koreanisch-Chinesischen Kulturvereinigung, Ehrenmitglied und Beraterin der Korean Veterans Association.
1975 spendete sie ihr gesamtes Vermögen einem Stipendienprojekt zur Förderung junger Talente.
Sie starb 1988 im Alter von 87 Jahren und wurde auf dem Nationalfriedhof in Dongjak-gu in Seoul beigesetzt.
Zum Zeitpunkt der Veröffentlichung des südkoreanischen Films Blue Swallow aus dem Jahr 2005 galt Park Kyung-won als Koreas erste weibliche Fliegerin. Nach einer langen Debatte wurde jedoch Kwon als die erste koreanische Fliegerin anerkannt und die Marketingkampagne für den Film wurde geändert.

## Ehrungen
- 1968: Belobigung des Präsidenten von Südkorea
- 1977: National Merit Medal of Independence
- 2003: Unabhängigkeitsaktivistin des Monats August, südkoreanisches Ministerium für Patrioten und Veteranenangelegenheiten